# 吉永小百合
吉永小百合（1945年3月13日—）是一位出生於東京都澀谷區的日本女演員，婚後改名為岡田小百合。丈夫為已故日本電視製作人岡田太郎。

## 生平
吉永小百合小學6年級時出演了電視劇《赤胴鈴之助》。她從1960年開始，作為「日活的招牌女演員」，與濱田光夫在日本電影界掀起了一股旋風。對當時因循守舊的男性動作片路線的日活來說，吉永·濱田組合的純愛青春電影路線，獲得了新的日活電影愛好者的支持。1962年憑電影《有化鐵爐的街》的表演，獲藍絲帶賞最佳女主角獎。她於1969年畢業於早稻田大學文學部西洋史學系。吉永小百合之後分別於1985年《天國的車站》、1989年《華之亂》、2001年《長崎漫步曲》和2006年《北之零年》，共計4次獲日本電影金像獎最佳女主角獎，是榮膺此獎最多次的紀錄保持人。另外，她於1962年與橋幸夫二重唱的單曲『永遠有夢』獲得日本唱片大獎大獎，銷量達30萬張。
吉永小百合於2006年獲得紫綬褒章，2010年獲選為文化功勞者。日本作曲家山本直純妻子山本正美與吉永小百合有血緣關係。

## 電影

### 主演（日活時期）

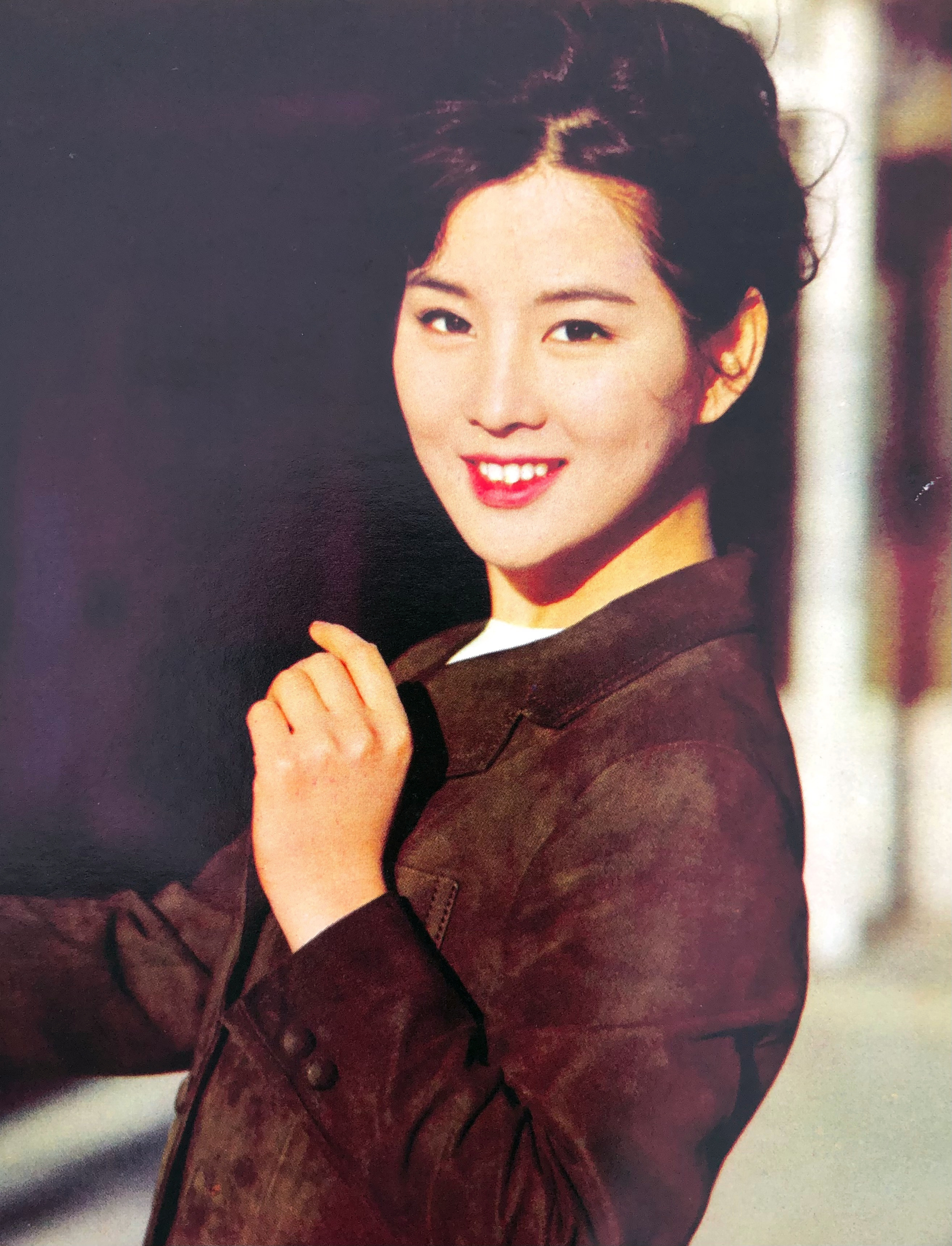
吉永小百合，1965年

- 玻璃中的少女（1960年）
- 花和少女和白色的路（1961年）
- 割草的姑娘（1961年）
- 紅蕾與白花（1962年）
- 明天的新娘（1962年）
- 孤零零一人的二人（1962年）
- 沾滿泥的純情（1963年）
- 青春山脈（1963年）
- 在雨中消失（1963年）
- 年輕的東京的屋頂下（1963年）
- 美麗的日曆（1963年）
- 波浮之港（1963年）
- 光之海（1963年）
- 伊豆的舞孃（1963年）
- 你好、20歳（1964年）
- 潮騒（1964年）
- 風和樹和天空（1964年）
- 悲哀的離別的歌（1965年）

- 青春的大街（1965年）
- 父親與女兒之歌（1965年）
- 天空乾杯（1966年）
- 青春的大街 愛哭猛跑（1966年）
- 有風車的街（1966年）
- 我，不同（1966年）
- 青春之海（1967年）
- 戀愛的高速公路（1967年）
- 你是青春的時候（1967年）
- 花的戀人們（1968年）
- 青春之風（1968年）
- 誰的椅子？（1968年）

### 主演（日活之後）
- 風之戀情（1970年、松竹）
- 幕末（1970年、東寶）
- 青春大全集（1970年、松竹）
- 沒有皇帝的八月（1978年、松竹）
- 細雪（1983年、東寶）
- 天國的車站（1984年、東映）
- 阿嫻（1984年、東寶）
- 夢千代日記（1985年、東映）
- 電影女演員（1987年、東寶）
- 鶴（1988年、東寶）
- 華之亂（1988年、東映、與謝野晶子役）
- 外科室（1992年、東映）
- 天國的大罪（1992年、東映）
- 夢之女（1993年、松竹）
- 時雨之記（1998年、東映）
- 長崎漫步曲（2000年、東映）
- 千年之恋 光源氏物语（2002年、東映、紫式部役）
- 北之零年（2005年、東映）
- 母親（2008年、松竹）
- 虛幻的邪馬台國（2008年、東映、卑彌呼役）
- 弟弟（2009年、松竹）
- 春之櫻：吟子和他的弟弟(2010年、松竹)
- 佛陀 -美麗的紅色沙漠（2011年）
- 北方的金絲雀（2012年）
- 不思議的海岬咖啡屋（2014年）
- 若與母親同住（2015年）
- 北之櫻守 - 媽媽的守護者（2018年）

### 其他
- 幻影侦探（1959年）
- 叫來早上的口哨（1959年、松竹）
- 有化鐵爐的街（1962年、日活、東野英治郎主演）
- 伊豆的舞女（1963年、日活、高橋英樹主演）
- 凝視愛和死（1964年、日活、濱田光夫主演）
- 動亂（1980年、東映、高倉健主演）
- 海峽（1982年、東宝、高倉健主演）

## 獎項
- 日本電影金像獎最佳女主角獎
- 每日電影獎最佳女主角獎
- 電影旬報十佳獎最佳女主角獎
- 藍絲帶獎最佳女主角獎
- 報知電影賞最佳女主角獎[2]

## 外部連結
- 吉永小百合資料（日語）
- Sayuri Yoshinaga在互联网电影资料库（IMDb）上的資料（英文）